# Канищевы
Канищевы (Конищевы) — русский дворянский род, потомство А. Д. Канищева относится к роду столбового дворянства.
В Гербовник внесены фамилии Канищевых и Конищевых:
1. Канищевы, потомство Александра Дмитриевича Канищева жалованного вотчиною в 1614 г. (Герб. X. № 32).
2. Конищевы. предки которых владели имениями в 1694 году (Герб. Часть XII. № 114)[1].

Восходит к XVII веку и внесён в VI часть родословных книг Московской, Ярославской и Костромской губерний (Гербовник X, 32 и XII, 114).
Родоначальник одной ветви, Александр Дмитриевич — за московское осадное сидение[уточнить] жалованный вотчиной (1614), другой — Иван Меркулович Канищев был стольником и полковником московских стрельцов (1696).

## Описание гербов

#### Герб. Часть X. № 32.
Герб потомства Александра Дмитриевича Канищева: щит разделён перпендикулярно на две части, из коих в правой голубого и красного цветов изображена часть серебряной крепости и на ней две шпаги крестообразно, остриями обращённые вверх, а в левой части, в золотом поле, видна левая часть чёрного орла.
Щит увенчан дворянскими шлемом и короной. Нашлемник: три страусовых пера. Намёт на щите голубой и золотой, подложенный золотом и красным.

#### Герб. Часть XII. № 114.
Герб рода Канищевых: щит поделён горизонтально не равномерно. В нижней, большей чёрной части, скачущий вправо золотой конь с красными глазами и языком. В меньшей, верхней золотой части, горизонтально, красный меч, остриём вправо. Щит увенчан дворянским коронованным шлемом. Нашлемник: встающий золотой конь с красными глазами и языком. Намёт: справа чёрный с золотом, слева красный с золотом.

## Известные представители
- Конищев Воин Александрович - воевода в Тетюшках (1636-1637).
- Конищев Иван Иванович - стольник (1680-1696).
- Конищев Иван Меркурьевич - стряпчий  (1680), воевода в Кузнецке (1683-1686), стольник (1692)[4].
- Конищев Даниил Семёнович - стряпчий (1682), стольник (1686-1692).
- Конищев Борис Семёнович - стряпчий (1682), стольник (1689-1692).
- Конищев Михаил Иванович - стольник царицы Прасковьи Фёдоровны (1692)[5].